# Ljubinka Janković
Ljubinka Janković, född den 23 september 1958 i Badovinci, Socialistiska republiken Serbien, SFR Jugoslavien, är en jugoslavisk handbollsspelare.
Hon tog OS-guld i damernas turnering i samband med de olympiska handbollstävlingarna 1984 i Los Angeles.